# Prostemmiulus teres
Prostemmiulus teres är en mångfotingart som beskrevs av Loomis 1964. Prostemmiulus teres ingår i släktet Prostemmiulus och familjen Stemmiulidae. Inga underarter finns listade i Catalogue of Life.